# Закриссон, Патрик
Патрик Закриссон (швед. Patrik Zackrisson; 27 марта 1987, Эккерё) — шведский хоккеист, центральный нападающий. Воспитанник клуба «Фрёлунда». В настоящее время является игроком «Динамо» (Москва), выступающего в Континентальной хоккейной лиге.

## Карьера
Патрик Закриссон начал свою профессиональную карьеру в 2005 году в составе родного клуба Шведской элитной серии «Фрёлунда», выступая до этого за его фарм-клуб. В 2006 году Патрик перебрался в клуб второго шведского дивизиона «Рёгле» и, проведя в нём отличный сезон, во время летнего перерыва вернулся в элиту, подписав контракт с клубом «Линчёпинг». В 2007 году на драфте НХЛ Закриссон был выбран в 6 раунде под общим 165 номером клубом «Сан-Хосе Шаркс».
В сезоне 2007/08 Патрик стал серебряным призёром шведского первенства. В феврале 2009 года Закриссон продлил своё соглашение с «Линчёпингом» на 2 года. 4 мая 2011 года Патрик подписал двухлетний контракт с мытищинским «Атлантом». Через два года перешел в состав пражского «Льва». После распада клуба играл в Швеции («Шеллефтео АИК») и Швейцарии («Лугано»), после вернулся в КХЛ усилив атаку новосибирской «Сибири», где за сезон 2017/18 стал одним из лучших бомбардиров клуба.
16 мая 2018 года перешел в московское «Динамо» заключив контракт на два года. 31 мая 2019 года его контракт с "Динамо" был расторгнут.

### Международная
В составе сборной Швеции Патрик Закриссон принимал участие в юниорском чемпионате мира 2005 года, на котором он вместе с командой стал бронзовым призёром, а также в молодёжном чемпионате мира 2007. Также Патрик призывался под знамёна сборной для участия в этапах Еврохоккейтура в сезонах 2008/09, 2009/10 и 2010/11.

## Достижения
- Серебряный призёр юниорского чемпионата мира 2005.
- Серебряный призёр чемпионата Швеции 2008.

## Статистика
| Легенда | Легенда                    | Легенда | Легенда                   | Легенда | Легенда    |
| ------- | -------------------------- | ------- | ------------------------- | ------- | ---------- |
| И       | Количество проведённых игр | Штр     | Штрафное время            | +/−     | Плюс-минус |
| Г       | Голы                       | П       | Голевые передачи          | О       | Очки       |
| -       | Статистика неизвестна      | —       | Статистика не учитывалась |         |            |

### Международная
| Турнир   | Игр | Г | П | Очк | +/- | Штр |
| -------- | --- | - | - | --- | --- | --- |
| ЮЧМ-2005 | 7   | 2 | 3 | 5   | -1  | 0   |
| МЧМ-2007 | 7   | 1 | 1 | 2   | +1  | 12  |